# Избори за националне савете националних мањина 2010.
Избори за националне савете националних мањина, који су одржани 6. јуна 2010. године у Србији, били су избори за чланове националних савета националних мањина. Избори су спроведени након доношења Закона о националним саветима националних мањина, који је усвојен 2009. године, а расписани су у марту 2010. године, одлуком Министарства за људска и мањинска права.
Овим изборима за чланове националних савета било је обухваћено 19 (деветнаест) националних мањина. Избори су спроведени на два начина, непосредним гласањем или путем електорских скупштина. Непосредни избори су одржани у 16 националних заједница (албанска, ашкалијска, бошњачка, бугарска, буњевачка, влашка, грчка, египатска, мађарска, немачка, ромска, румунска, русинска, словачка, украјинска и чешка), док су избори у преостале три мањинске заједнице (македонска, словеначка, хрватска) обављени по електорском принципу. Услед неблаговремене припреме или непостојања довољног интереса у појединим мањинским заједницама, овим изборима нису били обухваћени: Горанци, Југословени, Муслимани, Руси, Турци, Цинцари, Црногорци и Шокци.